# Anaïs Ventard
Anaïs Ventard, née le 20 septembre 1996, est une patineuse artistique française qui est championne de France élite 2013.

## Biographie

### Carrière sportive
Anaïs Ventard devient championne de France junior 2011 Cergy et championne de France élite 2013 à Strasbourg.
Elle représente son pays aux mondiaux juniors de mars 2014 à Sofia.
Elle n'a jamais participé ni à une épreuve du Grand Prix ISU senior, ni aux Championnats d'Europe, ni aux Championnats du monde senior, ni aux Jeux olympiques d'hiver.

## Palmarès
| Compétition/Saison            | 2010 | 2011 | 2012 | 2013 | 2014 | 2015 |  |  |  |  |  |  |  |  |
| Jeux olympiques d'hiver       |      |      |      |      |      |      |  |  |  |  |  |  |  |  |
| Championnats du monde         |      |      |      |      |      |      |  |  |  |  |  |  |  |  |
| Championnats d'Europe         |      |      |      |      |      |      |  |  |  |  |  |  |  |  |
| Championnats de France        | 6e   | 5e   | 3e   | 1re  | 3e   | 6e   |  |  |  |  |  |  |  |  |
| Championnats du monde juniors |      |      |      |      | 15e  |      |  |  |  |  |  |  |  |  |
|                               |      |      |      |      |      |      |  |  |  |  |  |  |  |  |